# Аршон
Аршон (фр. Archon) насеље је и општина у североисточној Француској у региону Пикардија, у департману Ен (Пикардија) која припада префектури Лаон.
По подацима из 2011. године у општини је живело 85 становника, а густина насељености је износила 13,34 становника/km². Општина се простире на површини од 6,37 km². Налази се на средњој надморској висини од 180 метара (максималној 225 m, а минималној 146 m).

## Демографија
| 1962. | 1968. | 1975. | 1982. | 1990. | 1999. | 2011. |
| ----- | ----- | ----- | ----- | ----- | ----- | ----- |
| 138   | 146   | 128   | 118   | 87    | 83    | 85    |

График промене броја становника у току последњих година